# Guadalupe Álvarez Luchía
Guadalupe Álvarez Luchía (Buenos Aires; 16 de abril de 1984) es una cantante, compositora, productora y actriz argentina. Es autora e intérprete, entre otras, de la canción de cuna "Clara y morena" emitida en el programa "Televisión por la identidad" e intérprete de "Culpable" de Vicentico y de "Princesa" del dúo La Loba junto a Jorge Drexler. Ha actuado en "Bodas de sangre" en el Centro Dramático Nacional de Madrid, dirigida por Pablo Messiez. 

## Biografía
Nació en Buenos Aires, Argentina el 16 de abril de 1984.
Comienza a cantar con 9 años en el coro municipal de su barrio. A los 13 entra en un estudio a grabar por primera vez con su coro. A los 15 graba sus primeras canciones en le estudio .AR.
Comienza a componer desde muy joven y a cantar sus canciones por diferentes salas del centro de Buenos Aires.  
De los 18 años hasta la fecha recibe clases de canto de la maestra Flora Yunguerman.
En el 2003 a los 18 años se presenta al casting de la primera edición en Argentina del reality show Operación Triunfo. Se convierte en una de las finalistas del programa. Realiza 7 Lunas Park, un Estadio Ferro y diferentes  auditorios y teatros de la Argentina durante los años siguientes.
En el 2004 integra el elenco protagónico de la telenovela juvenil Frecuencia 04 (Telefe) donde interpreta a Malvina. Además es la voz de dos temas del disco de la serie: “Mundo imperfecto” y “Una historia mejor”.
En el 2005 graba su primer trabajo discográfico como autora, compone, escribe y coproduce “Mandarinas”, título que le da nombre a este disco editado por el sello Leader Music.
Como intérprete, en el 2006, es nominada a los premios “Martín Fierro” a mejor canción del año por su interpretación del tema “Culpable”.
En 2007 es convocada nuevamente por Telefe para interpretar a Camila en la ficción El Capo.
En  2007 se traslada a vivir a Madrid donde centra toda su energía en la composición. Comienza sus estudios en sonido en SAE y trabaja en el estudio de Alejo Stivel como asistente de técnico de grabación y luego en producción musical.
En el 2008 es convocada por el Museo Reina Sofía para cantar en el día de la Publicidad en el Museo.
Ese mismo año llega a Madrid su compañero Javier Calequi con quien forman el Dúo La Loba”. Sacan su primer EP titulado “On the Kitchen floor” su primer disco "El Disco hermoso" y "Verbena" recorriendo las distintas salas del país.
En el 2011 forma parte de la compañía teatral de Fernanda Orazi realizando junto a ella tres obras obras estrenadas en la Sala Cuarta Pared y en el Teatro Del Barrio (“El Rumor analógico de las cosas”, “El futuro” y "Encarnación").  
En el 2013 funda junto a su compañero Javier, “Hijos Music Design”, empresa de realización musical para publicidad, cine y teatro. En esto años han conseguido, entre otros galardones, 7 leones en Cannes, uno de ellos de oro y muchos más en el Ojo de Iberoamérica y en el festival iberoamericano “El sol” con sede en la ciudad de Bilbao.
En 2015 es convocada para participar del prestigioso “Festival de Jazz de Vitoria y Gasteiz” como voz principal del  homenaje a Joni Mitchell y de la actuación queda registrado un disco en vivo editado por “Ondas de Jazz en la ciudad XIII Edición”.
en 2016 graba "Luís" junto a Sebastian Lans EP con canciones de Luis Alberto Spinetta. 
Realiza la grabación de un disco con sus composiciones grabado en su estudio llamado “Canciones desde mi casa” en el 2016.
En 2017 graba junto al pianista clásico Juan Ignacio Ufor una selección de canciones húngaras del compositor Bela Bartok que será editado a fines de este año.
Colabora en otras disciplinas artísticas: en Buenos Aires actúa en la serie “Frecuencia 04” y en el unitario “Al Límite” para Telefé Endemol.
En Madrid colabora con Matías Zanotti, diseñador de vestuario, donde compone la música e interpreta el personaje de “La Ninfa de la fuente” para el espectáculo “Escaparate en vivo”.
Realiza la música para la obra de danza contemporánea del director Lucio Baglivo “No land” presentada en el “Festival internacional de danza de Madrid” en 2014.
Participa del disco “La banda de los sueños” de Javier Malossetti, canta junto a Alejo Stivel en su nuevo disco, colabora con Diego Galaz en su dúo Fetén Fetén.
En el 2017 es convocada por Pablo Messiez para ser parte de "Bodas de sangre" estrenada en el Centro dramático Nacional de Madrid.
En 2019 vuelve a trabajar con Pablo Messiez ahora como protagonista de la obra " La otra mujer"  estrenada en el Teatro Kamikaze.

## Discografía
- Mandarinas (2007)
- On the kitchen floor  (2011)
- No Land Soundtrack (2013)
- Canciones desde mi casa (2016)
- Luís (2016)
- El disco hermoso (2017) Dúo La Loba
- Verbena (2019) Dúo La Loba
- Terraza (2021)
- Guacha (2023)

## Otras canciones
| Año                           | Canción                                  | Álbum            |
| ----------------------------- | ---------------------------------------- | ---------------- |
| 2003                          | "Culpable" (cover de Vicentico)          | Cinco Sueños     |
|                               | "Voy a salir"                            | Cinco Sueños     |
|                               | "Si te animaras"                         | Cinco Sueños     |
|                               | "Una Historia Mejor" (con Emanuel Arias) | Frecuencia 04    |
| "Wonderwall" (cover de Oasis) | Música Para Soñar Vol. 2                 |                  |
| "Mundo Imperfecto"            | Frecuencia 04                            |                  |
| 2016                          | "Princesa" (Feat Jorge Drexler)          | El Disco Hermoso |